# Planes cyaneus
Planes cyaneus är en kräftdjursart som beskrevs av James Dwight Dana 1852. Planes cyaneus ingår i släktet Planes och familjen ullhandskrabbor. Inga underarter finns listade i Catalogue of Life.